# Лара (митологија)
Лара, Ларунда или Ларанда била је нимфа најада у римској митологији, ћерка бога Алма, бога истоимене реке.
Лара је била прелепа нимфа, надалеко позната по својој лепоти, али није могла да чува тајне и када је видела Зевса како вара Херу са Јутурном, њеном другарицом и женом Јануса, одмах је све рекла Хери која је са Зевсом имала велику расправу. Када је Зевс сазнао ко га је одао, казнио је Лару узевши јој језик и протеравши је у суморан подземни свет, где влада Хад. Наредио је Хермесу да одведе Лару, али се Хермес заљубио у њу и они су водили на љубав на путу до подземног света, а неки кажу и да је силовао. Она му је родила двоје деце која су позната под називом Лари, они су били богови чувари домова. Ипак, Лара је морала цео живот да се крије у колиби у шуми како је Зевс не би нашао.